# فريدريك دبليو. هورن
فريدريك دبليو. هورن (بالإنجليزية: Frederick W. Horn)‏ هو مُحرِّر وصحفي ومحامي وسياسي أمريكي، ولد في 21 أغسطس 1815، وتوفي في 15 يناير 1893. حزبياً، نشط في الحزب الديمقراطي. وقد انتخب عضو جمعية ولاية ويسكونسن وانتخب عضو مجلس ولاية ويسكونسن.